# Konrad Mägi
Konrad Mägi (ur. 1 listopada 1878 niedaleko Tartu, zm. 15 sierpnia 1925 w Tartu) – estoński malarz modernistyczny.

## Życiorys
Urodził się 1 listopada 1878 roku niedaleko Tartu w rodzinie zarządcy dóbr. Gdy miał 11 lat, jego rodzina przeniosła się do Tartu. Otrzymał skromne wykształcenie i w wieku kilkunastu lat rozpoczął pracę w warsztacie stolarskim. W tym czasie zaczął interesować się kulturą fizyczną i sztuką, a na życzenie pracodawcy zaczął uczęszczać na lekcje rysunku. Wyjechał do Petersburga, by studiować na Państwowej Akademii Artystyczno-Przemysłowej im. Stieglitza, jednak wydarzenia rewolucji 1905 roku zmieniły jego plany. Choć na miejscu brał udział w licznych wydarzeniach związanych z rewolucją, wkrótce opuścił Petersburg. W 1906 roku wyruszył z przyjaciółmi w podróż na Wyspy Alandzkie, gdzie namalował pierwsze obrazy. Przez niecały rok pracował w Helsinkach nad transkrypcją estońskich pieśni ludowych, po czym jesienią 1907 roku wyjechał do Paryża, gdzie borykając się z problemami finansowymi uczył się malarstwa i rzeźby w prywatnych pracowniach.
W latach 1908–1910 przebywał w Norwegii, gdzie zaczął intensywnie malować, tworząc co najmniej 75 obrazów. Choć wyjechał tam z zamiarem spędzenia jedynie kilku letnich miesięcy, brak funduszy na powrót do Paryża zmusił go do pozostania na miejscu. W jego twórczości z tego okresu, na którą składają się głównie opustoszałe pejzaże o odważnej kolorystyce, widać inspirację niemieckim i holenderskim impresjonizmem. Dzięki wystawom w 1910 roku w Tartu i Tallinnie, jego prace natychmiast zdobyły znaczny rozgłos w kraju. Dzięki zdobytym środkom Mägi ponownie wyjechał do Paryża, lecz nie udało mu się zaistnieć na tamtejszym rynku sztuki.
W 1912 roku powrócił do Estonii, gdzie z początku popadł w depresję, a lata niedożywienia odcisnęły piętno na jego stanie fizycznym. By zreperować zdrowie, spędził letnie miesiące 1913 roku w prowincji Sarema, która zainspirowała go do stworzenia cyklu pejzaży pełnego światła i koloru. Zaczął uczyć rysunku, a jego malarstwo nabrało cech fowizmu. Wraz z Kristjanem Raudem, Jaanem Koortem i Nikolaiem Triikiem należał do grona pierwszych estońskich artystów, którzy zerwali z tradycją akademizmu. Dla przykładu, jego pejzażowi Vilsandi Motif (1913–1914) bliżej było do abstrakcyjnego ujęcia lokalności, niż realistycznego oddania krajobrazu.
W latach 1915–1917 malował pejzaże przedstawiające południe Estonii, a w 1918 roku wprowadził motywy z Vörtsjärv i Otepää i zaczął posługiwać się ciemniejszą niż dotychczas paletą barw. W jego twórczości zaczęły także wyraźniej wybrzmiewać religijne podteksty. Poprzez pejzaże chciał wyrazić metafizyczne i mistyczne doświadczenia, których brakowało mu w codzienności. W 1919 roku został wybrany na dyrektora nowo powstałej wyższej szkoły artystycznej, jednak rozczarowany sytuacją w Estonii dwa lata później wyjechał do Włoch. W tym okresie wprowadził do swojego malarstwa charakterystyczne dla orfizmu rozumienie koloru, wzbogacając nim wcześniejsze inspiracje ekspresjonizmem. Malował przede wszystkim widoki Rzymu, Capri i Wenecji. W 1922 roku powrócił do kraju, gdzie jego stan fizyczny znacznie się pogorszył. Zmarł 15 sierpnia 1925 roku w Tartu.
Od 1979 roku istnieje nagroda jego imienia, która przyznawana jest za obraz, cykl obrazów lub projekt artystyczny, który w znaczący sposób przyczynił się do wzbogacenia estońskiego malarstwa. Wyróżnienie przyznawane jest co roku, w rocznicę urodzin artysty.

## Galeria

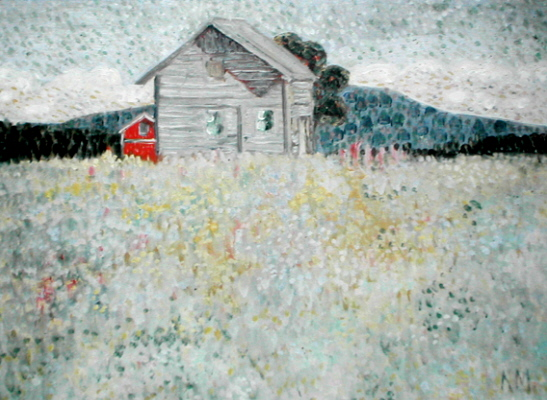
Lilleline väli majakesega, 1909
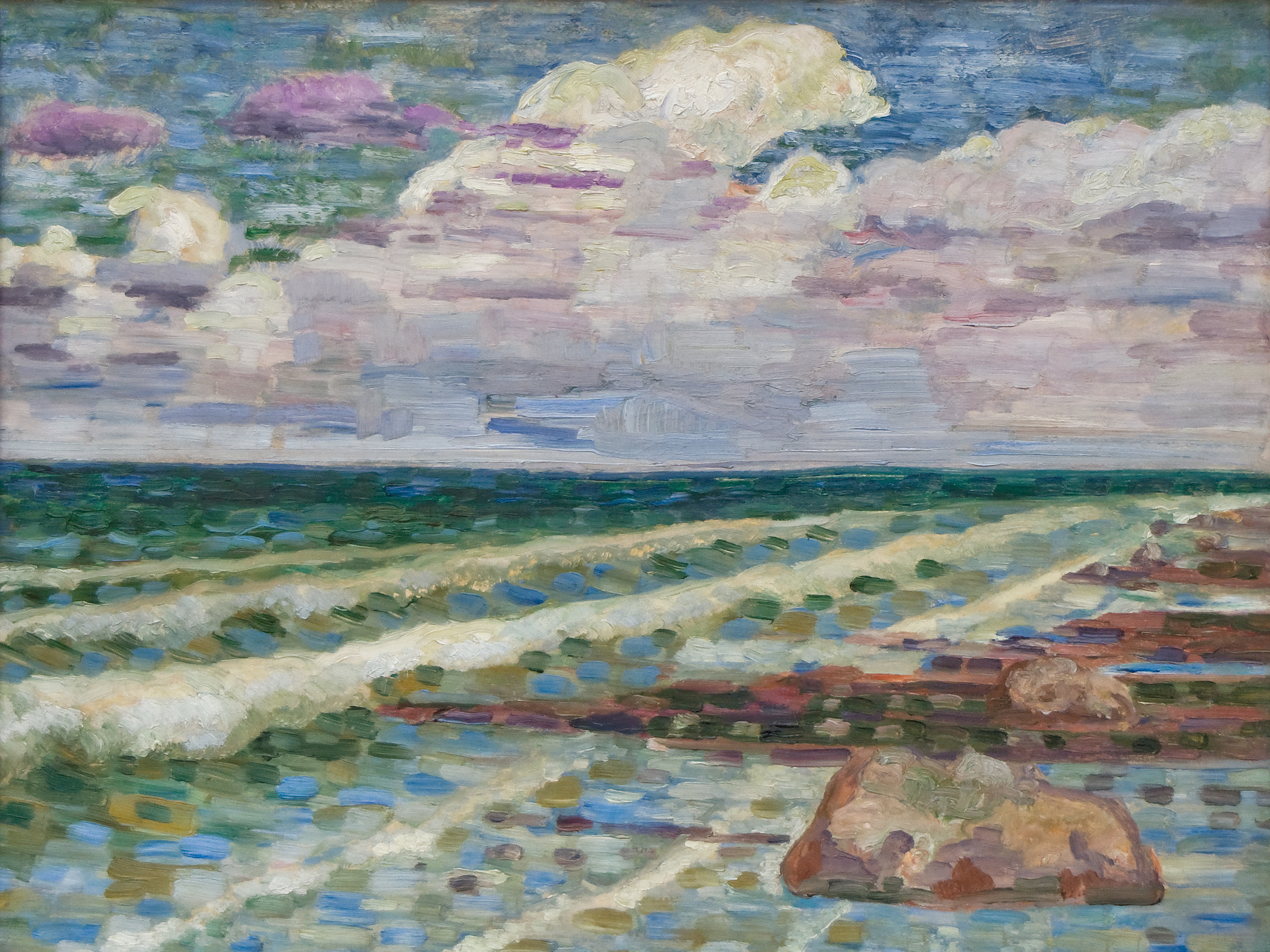
Mererand Saaremaal, 1913–1914
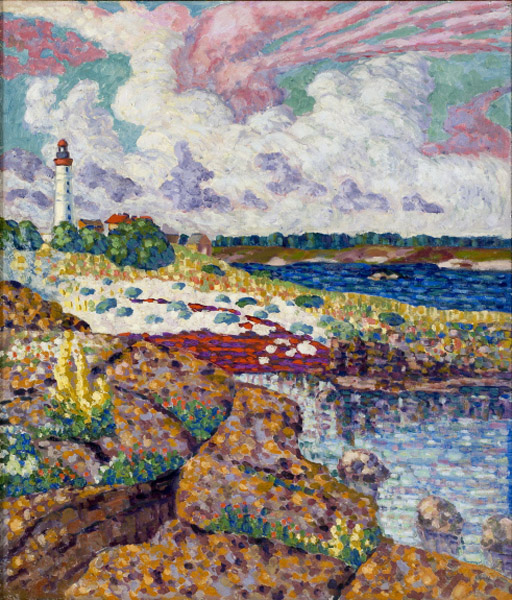
Vilsandi motiiv, 1913–1914
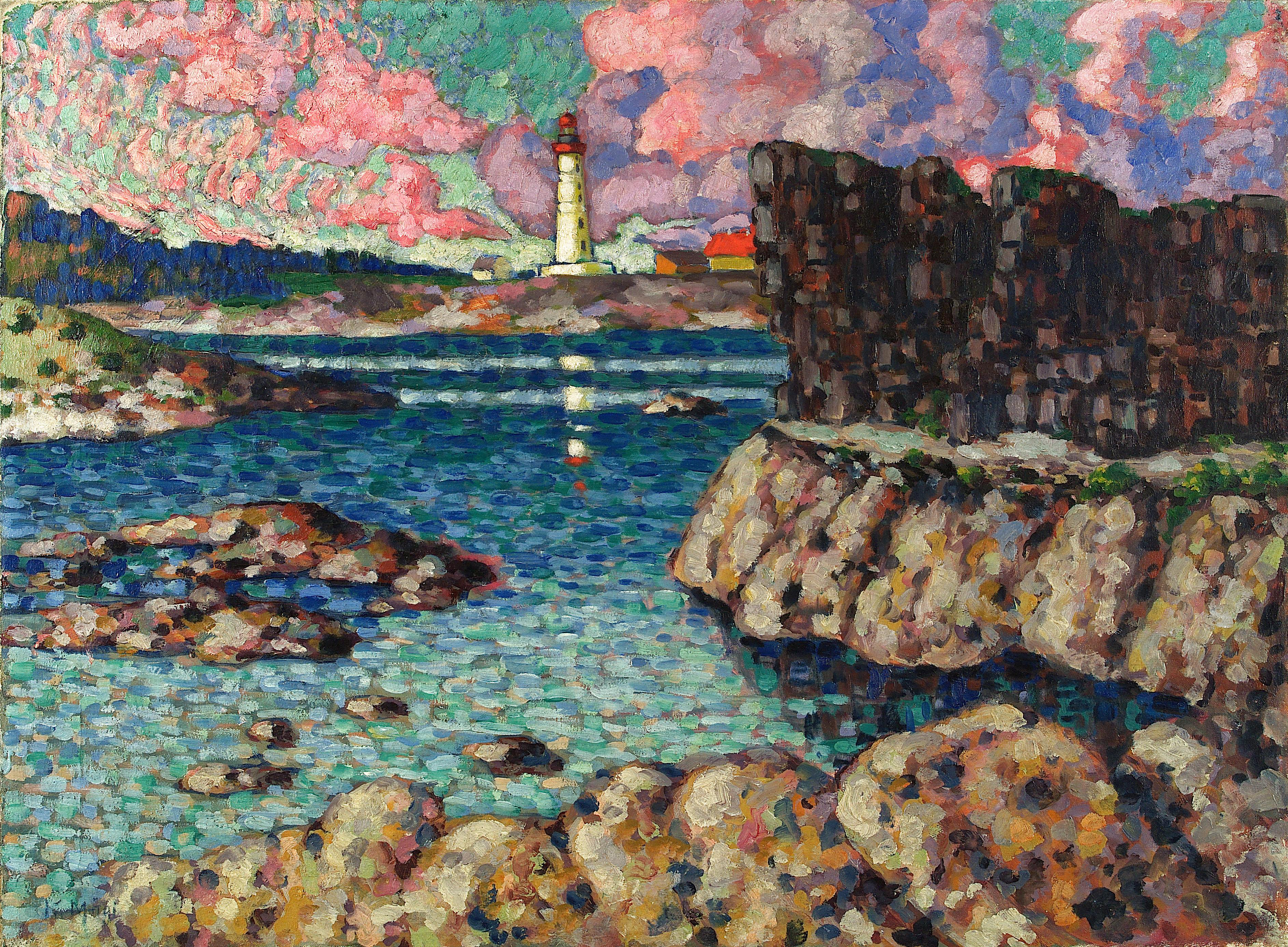
Vilsandi mastik, 1913–1914
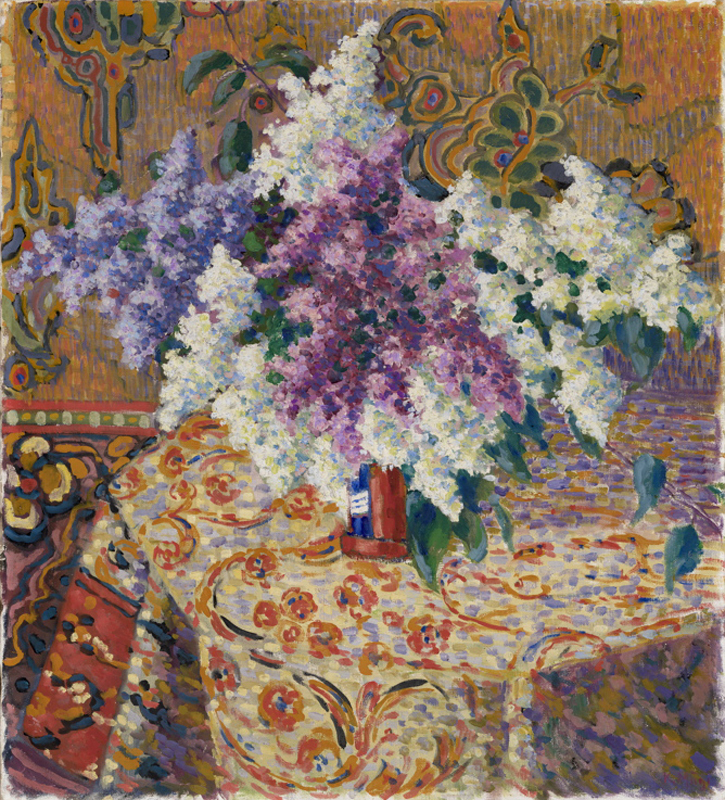
Sirelid, 1915
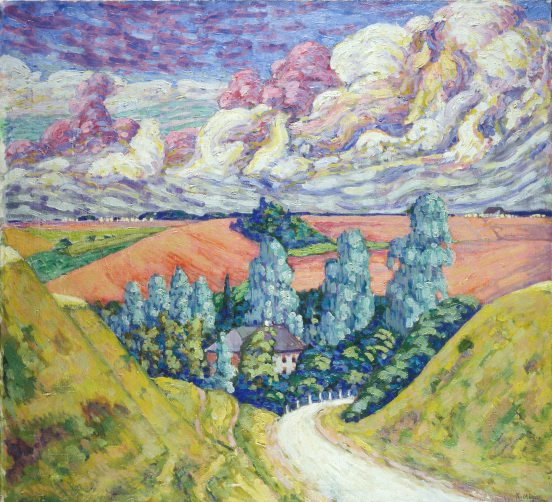
Teel Viljandist Tartusse, 1915–1916
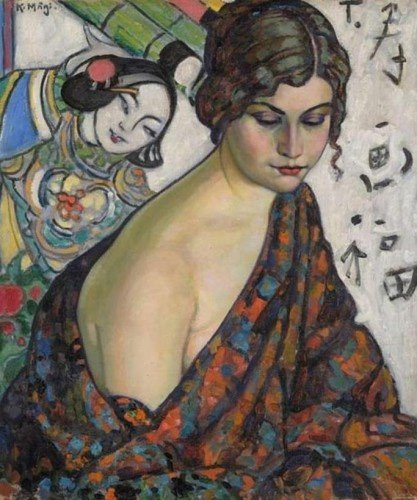
Naise portree, 1918–1921
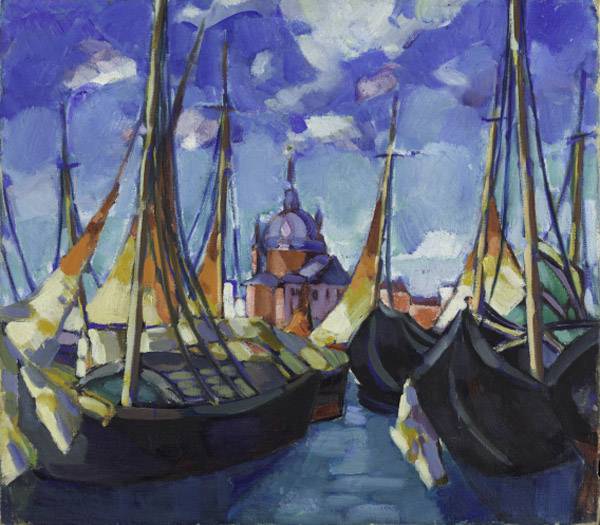
Veneetsia (Laevad Veneetsias), 1922–1923
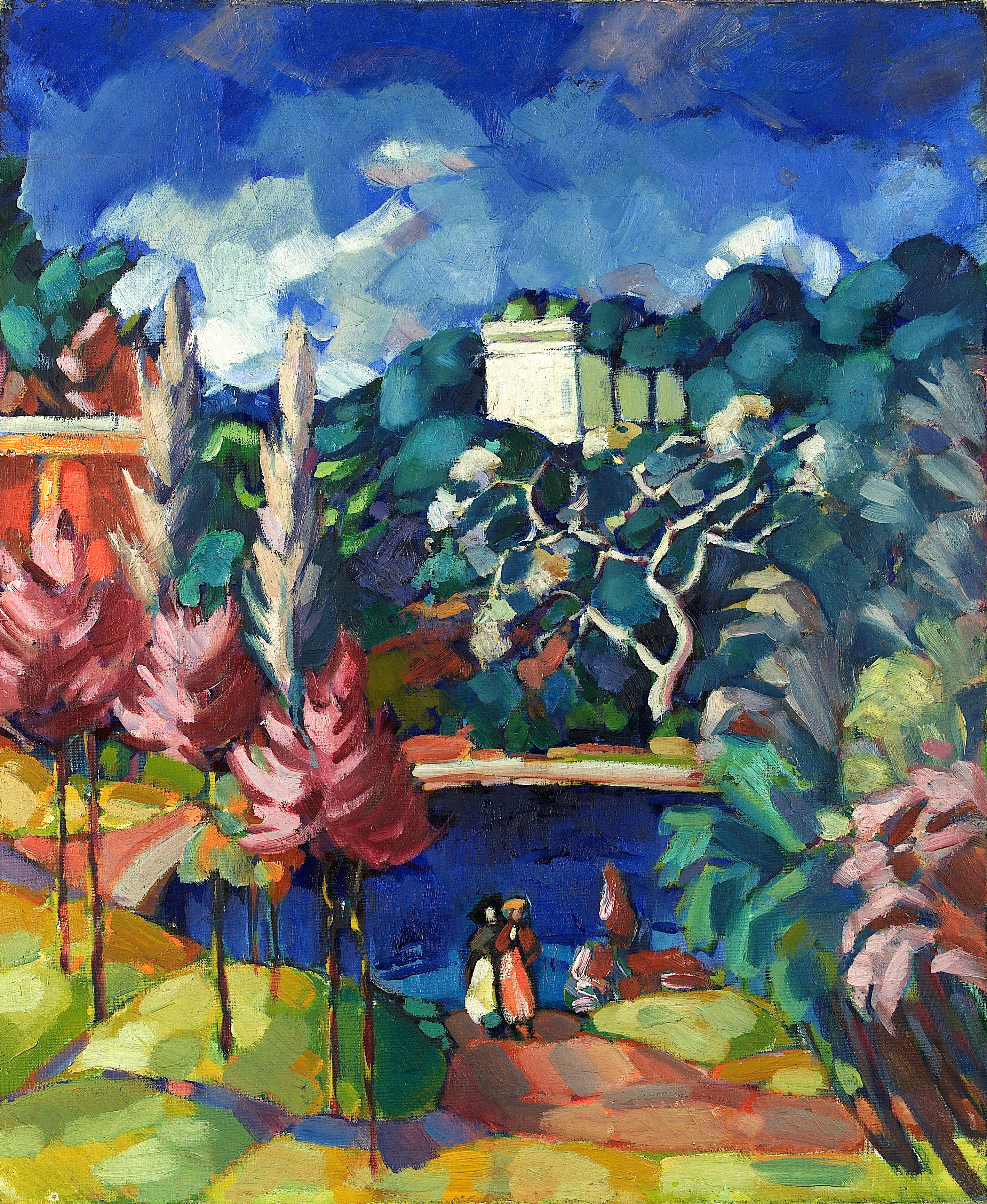
Itaalia maastik, 1922–1923
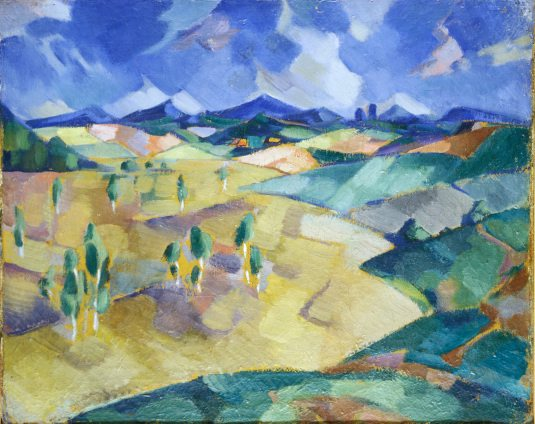
Saadjärve maastik, 1923–1925